# Поклюка
Поклюка (на словенски: Pokljuka) е гориста местност в Словения, разположена на височина от около 1300 метра. Дължината ѝ е около 20 км и е също толкова широка. В нея преобладават гъсти хвойнови гори. Областта е административно разделена между общините Блед и Бохин, намиращи се в Северозападната част на Република Словения, в близост до границата с Австрия и Италия. Районът е част от Национален парк „Триглав“, разположен в Юлийските Алпи.
Поклюка представлява географско плато, което в горната си част достига височина от над 2000 м. То завършва с планински хребет, който е съставен от върховете Дебела Печ (2015 м), Липански връх (1983 м) и Тошеч (2275 м). На територията на областта съществуват малки селца, като Прапротница, Усковница и Поделе, разположени в източните и южните части на околията. Поклюка е известен със съоръженията си, построени за различни зимни спортове, поради което то е едно от най-посещаваните зимни курорти в Словения. През 1990 г. в местността се провежда състезание от Световната купа по Биатлон, като от 1999 г. те се изпълнават всяка година. В 2001 г. Поклюка е домакин на Шампионата на света по Биатлон. Най-близкият град е Блед, намиращ се на 15 км прав път и на 25 км с кола.
Много бук и ели са изсечени през XVIII век за чугунолеярните в Бохин. Поради това с течение на времето те са естествено заместени от боровите гори. В Поклюка могат да бъдат открити блата, които по принцип не е обикновено да съществуват на толкова висока надморска височина.
Местността представлява естествена врата към всички планинари, които желаят да посетят красивите Юлийските Алпи.